# Jessy J
Jessy J (Portland, Oregón, Estados Unidos, 20 de diciembre de 1982, de nombre real Jessica Arellano) es una música estadounidense del género musical contemporary jazz.

## Biografía
Su padre es mexicano y su madre de Texas. Aunque nació en Portland (Oregón), se crio en Hemet, California. Comenzó a tocar el piano a la edad de 4 años. A los 15 años ganó el Campeonato Estatal de Piano de Bela Bartok Festival. También se desenvuelve bien con el saxofón, tocándolo en bandas estatales de renombre, tales como la Grammy Band, participando en festivales internacionales como el Montreux Jazz Festival en Suiza. Tras conseguir una plaza en la Universidad del Sur de California, consiguió graduarse en estudios de jazz con el honor de ser la "Estudiante de Jazz más destacada." Después de su graduación en USC, trabajó en el estudio con Michael Bublé. Se fue de gira con The Temptations, Jessica Simpson y Michael Bolton, con quien aún hace gira de forma ocasional. Jessy J también tocó en la orquesta Henry Mancini Jazz.
Antes de comenzar a grabar en un estudio o ir de gira como músico de jazz, Jessy J actuó en un casting de la obra de Broadway Blast!. No sólo actuó como tocando el saxófono y cantando, también como actriz y bailarina. La gira con Blast! le llevó a viajar por los Estados Unidos, así como al Reino Unido y a Japón.
La carrera de producción de Jessy J comenzó cuando su productor y guitarrista, Paul Brown, escuchó su demo y le dio una oportunidad en su gira. Jessy J pronto comenzó a actuar en solitario. Su primer gran actuación en solitario fue en el Catalina JazzTrax Festival en 2006. Poco después, ella y Paul Brown grabaron en el estudio su primer álbum, Tequila Moon.
Desde que comenzara su carrera, ha estado de gira con otros artistas de jazz, tales como Jeff Lorber, Jeff Golub, Euge Groove y Paul Brown. Desde 2008 forma parte de la gira Guitars & Saxes.
Jessy J ha participado en el mundo musical hispano, tanto en programas musicales como participando en el Hispanic Musician Association Orchestra. Jessy J tuvo la oportunidad de actuar en el Carnegie Hall como integrante del Latin Jazz Project. También ha trabajado en México con artistas como Gloria Trevi y Armando Manzanero (a quien ella denomina "el Mancini de México").
Su canción Tequila Moon alcanzó el primer puesto de la lista de música jazz, mientras que su canción Tropical Rain, publicado en 2009, alcanzó la cima de Groove Jazz Music chart and also took the #1 spot on the Smooth Jazz Top 20 Countdown, así como las listas de R&R and Billboard Jazz.
En 2008 fue nombrada por Radio and Records como la artista debutante del año. También recibió el galardón como "Canción de jazz contemporánea del año" de la R&R and Billboard por su canción "Tequila Moon."
En 2008 Jessy J fue portada de la edición de mayo de Jazziz Magazine. En 2009 fue portada de la edición de octubre de Saxophone Journal Magazine.

## Curiosidades
La "J" de su nombre artístico corresponde a la palabra Jazz. A la búsqueda de un nombre que la gente pudiera recordar, y después de jugar con los nombres Jessy y Jazzy, ella y el productor, Paul Brown, se decantaron por el nombre Jessy J.

## Discografía
- Tequila Moon (publicado el 4 de marzo de 2008)[21]

- True Love (publicado el 4 de agosto de 2009)[7]

- Hot Sauce (2011)
- Second Chances (publicado el 10 de septiembre de 2013)